# Emiliana Santa-Cruz González
Emiliana Santa-Cruz González (Córdoba, 11 de septiembre de 1926-Córdoba, 26 de mayo de 2004), conocida como Emily Santa-Cruz, fue una escritora española de cuento, teatro y poesía.

## Biografía
Nació en Córdoba en 1926 en el seno de una familia numerosa, siendo la menor de once hermanos. Se definía a sí misma como una niña inquieta, rebelde y soñadora. Estudió en el Colegio de las Esclavas del Sagrado Corazón de Jesús de Córdoba y desde muy joven se interesó por la literatura y la escritura, especialmente por la literatura infantil moderna. En su adolescencia enseñó a leer a las criaturas de personas temporeras que trabajan en la finca familiar. Años más tarde comenzó a escribir narrativa infantil para incitar a las criaturas a jugar con la imaginación, a aprender a soñar y a vivir.
Trabajó hasta su jubilación en la Compañía Telefónica Nacional de España donde formó el Grupo Teatral de Telefónica en el que participó como ayudante de dirección, regidora de escena y apuntadora, tareas que le eran familiares ya que anteriormente había formado el Teatro de Medea con Josefina Molina.

### Literatura infantil
Sus primeros trabajos literarios infantiles fueron Cuentos de Emily y Aventuras de Butifarrete, publicados por Ediciones El Almendro en 1982 y 1983, respectivamente. Butifarrete, un simpático cerdito con características ejemplares como modelo de conducta para su público infantil, protagonizó varias de sus obras entre las que se encuentran Butifarrete doctor, Butifarrete y el arabesco laberinto, Butifarrete y la chilaba mágica o Butifarrete y el hebreísta cordobés. Publicó otros cuentos como El armario parlante, Tertulia de otoño o La fortaleza.

### Mundo cultural
Se implicó en el mundo cultural de su ciudad -aunque no solo-, lo que la llevó en el año 1998 a entrar a formar parte de la Asociación Cultural Aires de Córdoba que había surgido tres años antes como una organización sin ánimo de lucro para fomentar y difundir el arte local más allá del territorio nacional. Estuvo vinculada a la Tertulia Wallada del Círculo de la Amistad. La poesía será otro de los géneros cultivados por Emily quien colaboró también con numerosas revistas nacionales e internacionales como Córdoba en Mayo, Agentes Comerciales, Astro, Wallada, Aires de Córdoba, Brisas poéticas modernas de Hollister (Estados Unidos), Tiempo de Poesía (Córdoba-Argentina) y un largo etcétera.

### Afición a la tauromaquia
Fue una gran aficionada a la tauromaquia. Fue la primera y única mujer perteneciente a la tertulia taurina del Real Círculo de la Amistad de Córdoba. Además, fue socia de honor de la peña taurina Chiquilín, fundada en 1988. Su pasión y sus conocimientos taurinos quedaron reflejados en algunas de sus obras como: Breve apunte sobre la tauromaquia en Córdoba (1993), Efemérides taurinas y poemario cordobés (1997) y otros muchos poemas dedicados al toro y a los maestros del toreo. En este sentido, colaboró con algunas revistas de la época relacionadas con el ámbito taurino como Toreros de Córdoba y Anuario Taurino de Santander.

## Obra
Publicó más de veinte libros.Además de su producción de literatura infantil, en su obra también hay novelas de género policiaco como El silencio habla, La mar acusa y Ronco conferenciante.Y la obra dedicada a su ciudad natal Leyendas cordobesas y Córdoba en el tiempo.

## Premios y reconocimientos
- En 2010 el Ayuntamiento de Córdoba le dedicó una calle en la ciudad.[4]
- En 2017 Presentación del libreto "Poemas de Arena" en homenaje a Emily Santa-Cruz.[5]